# Sá, Rodrix e Guarabyra
Sá, Rodrix & Guarabyra foi um trio musical brasileiro formado por Luiz Carlos Sá, Zé Rodrix e Guttemberg Guarabyra. Surgiu em 1971. Se notabilizou pela criação do chamado rock rural, em que se mesclavam diversas influências musicais, do rock à música sertaneja. Em 1973, Zé Rodrix se desligou do trio, que passou a ser um duo (Sá e Guarabyra). Em 1999, Zé Rodrix reuniu-se novamente ao duo, até a morte de Rodrix, em 2009.

## História

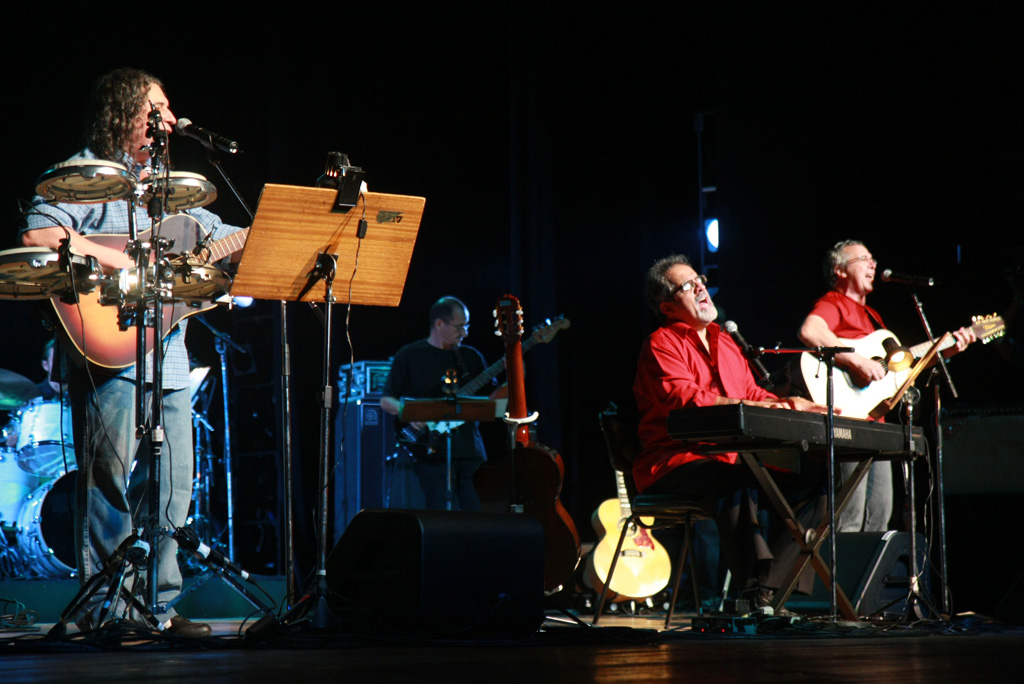
Sá, Rodrix e Guarabyra em 2008 no Theatro Municipal de São Paulo durante a Virada Cultural

Zé Rodrix, após ter saído do super grupo "Som Imaginário", no ano de 1971, participou do "Festival da Canção de Juiz de Fora", em parceria com o também cantor e compositor Tavito (também ex-Som Imaginário), onde a dupla saiu como a campeã com uma das canções mais famosas de Zé Rodrix, "Casa no Campo", que se tornou posteriormente um grande sucesso na voz de Elis Regina, que tem em sua letra um trecho que cita "compor rocks rurais", criando então o estilo de mesmo nome, recheado de influências regionais, flertando com gêneros como rock, folk, sertanejo; dentre outros.
Antes de se juntar à Zé Rodrix, tanto Sá quanto Guarabyra, já tinham tido canções gravadas e que alcançaram sucesso. O primeiro teve a canção "Giramundo" gravada em 1966 por Peri Ribeiro; enquanto Guarabyra obteve sucesso com a canção "Margarida", interpretada junto ao grupo "Manifesto", vencedora do "Festival Internacional da Canção" do ano de 1967.
No ano de 1971 houve enfim a união que deu origem ao trio. Neste período o trio compôs uma infinidade de canções, incluindo sucessos como "Mestre Jonas", que é um dos grandes destaques de suas carreiras.

## Discografia
Sá, Rodrix e Guarabyra
- Passado, Presente & Futuro(1972)
- Terra (1973)
- Outra Vez na Estrada (2001)
- Amanhã (2010)

Sá & Guarabyra
- Nunca (1974)
- Cadernos de Viagem (1975)
- Pirão de Peixe Com Pimenta (1977)
- Quatro (1979)
- 10 Anos Juntos (1982)
- O Paraíso Agora (1984)
- Harmonia (1986)
- Cartas Canções e Palavras (1988)
- Vamos Por Aí (1990)
- Sá & Guarabyra (1994)
- Rio-Bahia (1997)
- Sá & Guarabyra - Ao Vivo (1999)

Guttemberg Guarabyra
- Casaco Marrom (1969)
- Lembranças do Futuro (2007)

Zé Rodrix
- I Acto (1973)
- Quem Sabe Sabe Quem Não Sabe Não Precisa Saber (1974)
- Soy Latino Americano (1976)
- Quando Será? (1977)
- Sempre Livre (1979)
- Hora Extra(1979)

Joelho de Porco (com Zé Rodrix)
- Saqueando A Cidade (1983)
- 18 Anos Sem Sucesso (1988)